# Adinandra hirta
Adinandra hirta är en tvåhjärtbladig växtart som beskrevs av François Gagnepain. Adinandra hirta ingår i släktet Adinandra och familjen Pentaphylacaceae. Utöver nominatformen finns också underarten A. h. macrobracteata.